# 浅井みどり (ダンサー)
浅井 みどり（あさい みどり、3月24日 - ）は、日本のダンサー、振付師、モデル。愛知県出身。

## 主な出演

### 舞台
- 「PLAYZONE」青山劇場
- 「SHOCK」帝国劇場
- 「滝沢演舞城'06」（2006年3月7日～4月25日）[新橋演舞場(東京)]
- 「滝沢演舞城'07」（2007年7月3日～7月29日）[新橋演舞場(東京)]
- 「滝沢演舞城'08 命(LOVE)」（2008年4月2日～4月27日[新橋演舞場(東京)]

## 雑誌
- フィットネスジャーナル表紙（隔月）